# Cyathea aeneifolia
Cyathea aeneifolia är en ormbunkeart som först beskrevs av Cornelis Rugier Willem Karel van Alderwerelt van Rosenburgh, och fick sitt nu gällande namn av Karel Domin. Cyathea aeneifolia ingår i släktet Cyathea och familjen Cyatheaceae.

## Underarter
Arten delas in i följande underarter:
- C. a. macrophylla
- C. a. melanacantha